# David Goffin
David Goffin (* 7. prosince 1990 Rocourt) je belgický profesionální tenista. V dosavadní kariéře vyhrál na okruhu ATP Tour šest singlových a jeden deblový turnaj. Na challengerech ATP a okruhu ITF získal dvanáct titulů ve dvouhře a dva ve čtyřhře. V únoru 2017 se stal prvním Belgičanem, který pronikl do elitní světové desítky singlového žebříčku ATP, když mu patřila 10. příčka.
Na žebříčku ATP byl ve dvouhře nejvýše klasifikován v listopadu 2017 na 7. místě a ve čtyřhře pak v červenci 2019 na 158. místě. Trénuje ho Thomas Johansson. Dříve tuto roli plnil Thierry Van Cleemput.
Na nejvyšší grandslamové úrovni se ve dvouhře probojoval do čtvrtfinále French Open 2016, kde ho porazil Dominic Thiem, podruhé na Australian Open 2017, když nestačil na Grigora Dimitrova, a potřetí ve Wimbledonu 2019. Ve finále Turnaje mistrů 2017 jej pak opět zdolal Bulhar Dimitrov.
V belgickém daviscupovém týmu debutoval v roce 2012 glasgowském čtvrtfinále 1. skupiny zóny Evropy a Afriky proti Velké Británii, v němž zvítězil ve dvouhře a prohrál ve čtyřhře. Belgičané zvítězili 4:1 na zápasy. V roce 2015 dovedl v roli týmové jedničky družstvo do světového finále, v němž Belgii porazila Velká Británie 3:1 na zápasy. V Davis Cupu 2017 se stal opět lídrem týmu, který po dvou letech zopakoval finálovou účast po vítězství nad Austrálií 3:2 na zápasy. Do září 2022 v soutěži nastoupil k osmnácti mezistátním utkáním s bilancí 26–4 ve dvouhře a 0–4 ve čtyřhře.
Belgii reprezentoval na londýnských Letních olympijských hrách 2012, kde v mužské dvouhře vypadl v úvodním kole s devátým nasazeným Argentincem Juanem Mónacem. Zúčastnil se také Her XXXI. olympiády v Riu de Janeiru, když do dvouhry nastupoval jako turnajová osmička. Ve třetí fázi však podlehl Brazilci Thomazi Belluccimu.
V roce 2014 získal od Asociace tenisových profesionálů cenu za Návrat roku.

## Osobní život
Narodil se v Rocourtu, na předměstí třetího největšího belgického města Lutychu, otci Michelovi a matce Francoise Goffinovým. Má jednoho bratra Simona. K tenisu ho v šesti letech přivedl otec Michel, který je tenisovým trenérem v lutyšském oddílu. Nejraději hraje na kurtech tvrdého podkladu. Mezi jeho koníčky patří například golf. Když vyrůstal, byl jeho idolem švýcarský tenista Roger Federer, sám k tomu řekl: „Když jsem byl mladý, měl jsem v pokoji spoustu obrázků s jeho podobiznami.“

## Tenisová kariéra
První zápas na ATP Tour vyhrál na čennaíském turnaji Chennai Open 2011, když porazil indickou jedničku Somdeva Devvarmana po setech 6–2, 6–4. Ve druhém kole pak nestačil na Srba Janka Tipsareviće dvakrát 7–6.
V sezóně 2012 se poprvé probojoval do čtvrtfinále turnaje ATP na Chennai Open poté, co přehrál Xaviera Malisse a Andrease Becka. Debutový start v hlavní soutěži grandslamu zaznamenal na French Open, kam prošel z kvalifikace jako šťastný poražený. V úvodním kole vyřadil po pětisetové bitvě dvacátého třetího nasazeného Radka Štěpánka. Ve druhém si poradil s Francouzem Arnaudem Clémentem a ve třetím s Polákem Kubotem. Zastavil jej až v osmifinále třetí nasazený Roger Federer.
Na nejvyšší grandslamové úrovni se ve dvouhře poprvé probojoval do osmifinále na French Open 2012, kde do hlavní soutěže prošel jako šťastný poražený z kvalifikace. Skončil na raketě třetího nasazeného Švýcara Rogera Federera ve čtyřech setech. Mezi poslední šestnáctku se podíval také ve Wimbledonu 2015 a Wimbledonu 2016. Čtvrtfinalistou se stal na French Open 2016 a Australian Open 2017.

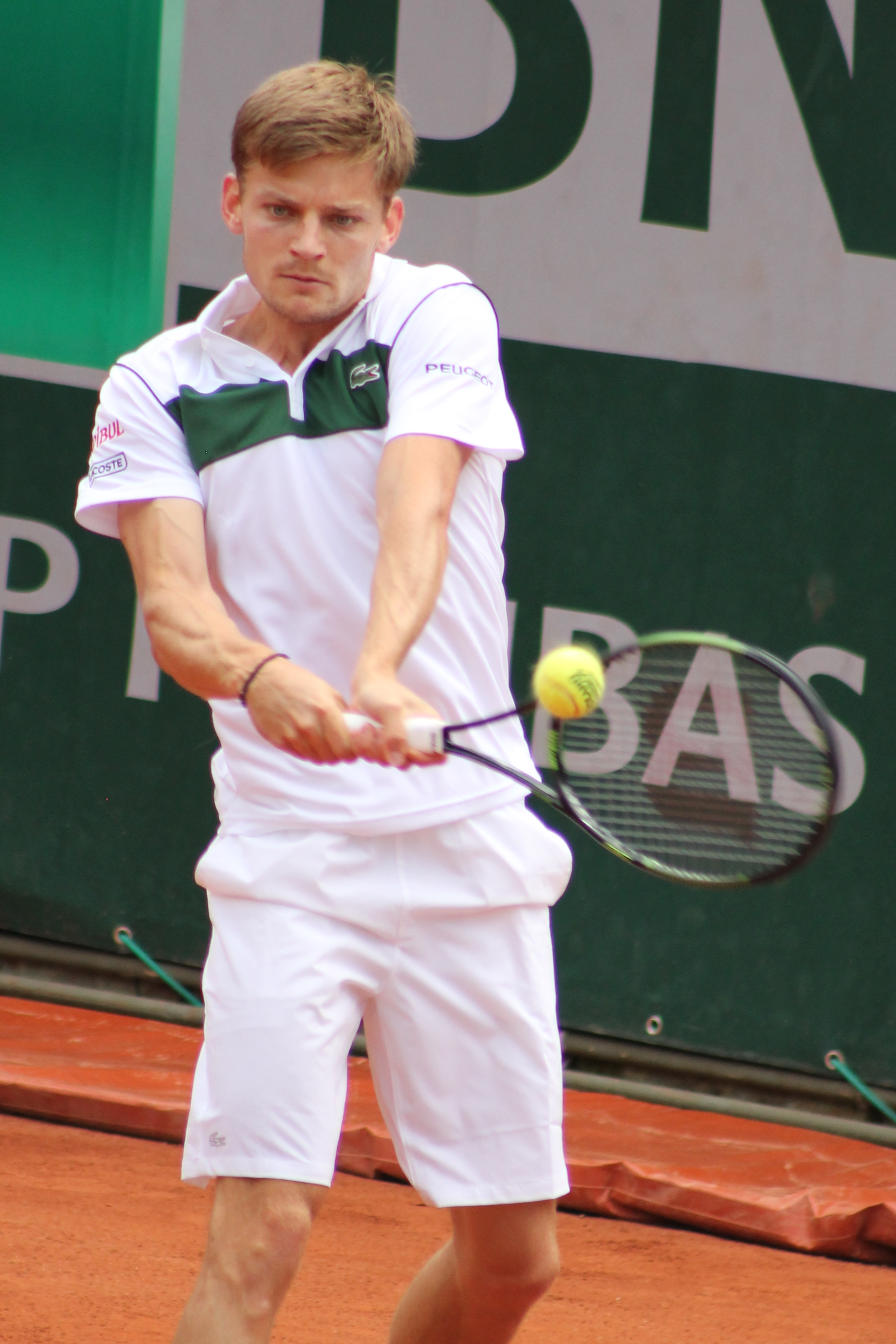
Bekhend na French Open 2015

Premiérový titul na okruhu ATP Tour vybojoval v srpnu na antukovém Austrian Open Kitzbühel 2014, když si ve finále poradil s rakouským hráčem Dominicem Thiemem ve třech setech. O měsíc a půl později triumfoval na halovém Open de Moselle 2014 v Metách. Jako osmý nasazený zdolal v boji o titul Portugalce Joãa Sousu 6–4 a 6–3.
Ve třetím kole římského Mastersu Internazionali BNL d'Italia 2016 vyřadil po 49 minutách osmého hráče světa Tomáše Berdycha po setech 6–0 a 6–0. Jednalo se o nejtěžší porážku českého tenisty v kariéře – včetně juniorské dráhy, když v zápase uhrál patnáct míčů a ve druhé sadě nevyužil tři brejkboly. Dvanáctý nasazený Belgičan si připsal teprve třetí vítězství nad hráčem Top 10 a proti této skupině soupeřů snížil výrazně pasivní zápasovou bilanci na 3–26. Člen první světové desítky naposledy předtím neuhrál žádný game v semifinále Turnaje mistrů 2005, když devátý muž klasifikace Gastón Gaudio nestačil na světovou jedničku Rogera Federera. Ve čtvrtfinále však Goffin odešel poražen od skotské světové trojky Andy Murrayho po dvousetovém průběhu.
Třetí singlový titul vybojoval na ATP Shenzhen Open 2017 v Šen-čenu, kde startoval jako druhý nasazený. Po volném losu na jeho raketě skončili Rus Jevgenij Donskoj, americká turnajová osmička Donald Young a v semifinále překvapení soutěže Henri Laaksonen ze Švýcarska. V závěrečném duelu zdolal ukrajinskou turnajovou pětku Alexandra Dolgopolova po třísetovém průběhu. Klíčovým momentem se stal prolomený servis Dolgopolova v rozhodující sadě, kterým se Belgičan ujal vedení 4–3 na gamy. Titulem tak přerušil šňůru šesti finálových porážek.
Jako přímý účastník Turnaje mistrů debutoval na londýnském ATP Finals 2017, kde předcházející ročník odehrál jeden zápas z pozice náhradníka. V základní skupině poprvé v kariéře porazil světovou jedničku, Španěla Rafaela Nadala, který následně z turnaje odstoupil pro kolenní zranění. Výhra nad Dominicem Thiemem mu zajistila postup do semifinále. V duelu proti bulharskému šestému hráči žebříčku Grigoru Dimitrovovi uhrál jen dva gamy. Z druhého místa Samprasovy skupiny postoupil do semifinále, kde za 1.45 hodin překvapivě zdolal světovou dvojku Rogera Federera, přestože ztratil úvodní set. Jednalo se o jeho první vítězství nad Švýcarem po sérii šesti vzájemných porážek. Oplatil mu tím hladkou porážku ze semifinále říjnového Swiss Indoors 2017. Goffin se stal pátým tenistou, jenž dokázal na témže turnaji porazit Nadala i Federera, respektive druhým takovým hráčem v rámci Turnaje mistrů, když v tomto ohledu navázal na Nikolaje Davyděnka a rok 2009. Ve finále se podruhé střetl s Dimitrovem, jemuž podlehl po třísetovém boji. Bulhar navýšil aktivní bilanci vzájemných zápasů na 8–1. V následném vydání žebříčku ATP z 20. listopadu 2017 se belgický tenista poprvé v kariéře posunul na 7. místo.

## Finále na okruhu ATP Tour
| Legenda                       |
| D – dvouhra; Č – čtyřhra      |
| Grand Slam (0)                |
| Turnaj mistrů (0–1 D)         |
| ATP Tour Masters 1000 (0–1 D) |
| ATP Tour 500 (1–4 D)          |
| ATP Tour 250 (5–3 D; 1–0 Č)   |

| Tituly dle povrchu   |
| -------------------- |
| Tvrdý (4–6 D; 1–0 Č) |
| Antuka (2–1 D)       |
| Tráva (0–2 D)        |
| Koberec (0–0)        |

| Tituly dle prostředí |
| -------------------- |
| Hala (2–4 D)         |
| Venku (4–5 D; 1–0 Č) |

### Dvouhra: 15 (6–9)
| Stav      | Č. | Datum              | Turnaj                                    | Povrch    | Soupeř ve finále      | Výsledek           |
| --------- | -- | ------------------ | ----------------------------------------- | --------- | --------------------- | ------------------ |
| Vítěz     | 1. | 2. srpna 2014      | Kitzbühel, Rakousko                       | antuka    | Dominic Thiem         | 4–6, 6–1, 6–3      |
| Vítěz     | 2. | 21. září 2014      | Mety, Francie                             | tvrdý (h) | João Sousa            | 6–4, 6–3           |
| Finalista | 1. | 26. října 2014     | Basilej, Švýcarsko                        | tvrdý (h) | Roger Federer         | 2–6, 2–6           |
| Finalista | 2. | 14. června 2015    | Rosmalen, Nizozemsko                      | tráva     | Nicolas Mahut         | 6–7(1–7), 1–6      |
| Finalista | 3. | 2. srpna 2015      | Gstaad, Švýcarsko                         | antuka    | Dominic Thiem         | 5–7, 2–6           |
| Finalista | 4. | 9. října 2016      | Tokio, Japonsko                           | tvrdý     | Nick Kyrgios          | 6–4, 3–6, 5–7      |
| Finalista | 5. | 12. února 2017     | Sofie, Bulharsko                          | tvrdý (h) | Grigor Dimitrov       | 5–7, 4–6           |
| Finalista | 6. | 19. února 2017     | Rotterdam, Nizozemsko                     | tvrdý (h) | Jo-Wilfried Tsonga    | 6–4, 4–6, 1–6      |
| Vítěz     | 3. | 1. října 2017      | Šen-čen, ČLR                              | tvrdý     | Alexandr Dolgopolov   | 6–4, 6–7(5–7), 6–3 |
| Vítěz     | 4. | 8. října 2017      | Tokio, Japonsko                           | tvrdý     | Adrian Mannarino      | 6–3, 7–5           |
| Finalista | 7. | 19. listopadu 2017 | Turnaj mistrů, Londýn, Spojené království | tvrdý (h) | Grigor Dimitrov       | 5–7, 6–4, 3–6      |
| Finalista | 8. | 23. června 2019    | Halle, Německo                            | tráva     | Roger Federer         | 6–7(2–7), 1–6      |
| Finalista | 9. | 18. srpna 2019     | Cincinnati, Spojené státy                 | tvrdý     | Daniil Medveděv       | 6–7(3–7), 4–6      |
| Vítěz     | 5. | 28. února 2021     | Montpellier, Francie                      | tvrdý (h) | Roberto Bautista Agut | 5–7, 6–4, 6–2      |
| Vítěz     | 6. | 10. dubna 2022     | Marrákeš, Maroko                          | antuka    | Alex Molčan           | 3–6, 6–3, 6–3      |

### Čtyřhra: 1 (1–0)
| Stav  | č. | datum         | turnaj       | povrch | spoluhráč             | soupeři ve finále            | výsledek         |
| ----- | -- | ------------- | ------------ | ------ | --------------------- | ---------------------------- | ---------------- |
| Vítěz | 1. | 5. ledna 2019 | Dauhá, Katar | tvrdý  | Pierre-Hugues Herbert | Robin Haase Matwé Middelkoop | 5–7, 6–4, [10–4] |

## Tituly na challengerech ATP a okruhu Futures
| Legenda            |
| ------------------ |
| Challengery (9 D)  |
| Futures (6 D, 2 Č) |

### Dvouhra (15 titulů)
| Č. | Datum         | Turnaj                             | Povrch    | Soupeř ve finále         | Výsledek       |
| -- | ------------- | ---------------------------------- | --------- | ------------------------ | -------------- |
| 1. | září 2008     | Cefalonia, Řecko                   | tvrdý     | Germain Gigounon         | 6–1, 6–2       |
| 2. | červenec 2010 | Roemerberg, Německo                | antuka    | Éric Prodon              | bez boje       |
| 3. | srpen 2010    | Eupen, Belgie                      | antuka    | Peter Torebko            | 6–3, 4–6, 6–3  |
| 4. | říjen 2010    | Saint-Dizier, Francie              | tvrdý     | Adrien Bossel            | 6–4, 7–5       |
| 5. | říjen 2011    | La Roche-sur-Yon, Francie          | tvrdý (h) | Peter Torebko            | 6–2, 1–6, 7–64 |
| 6. | říjen 2011    | Rodez, Francie                     | tvrdý (h) | Adrián Menéndez-Maceiras | 6–3, 6–2       |
| 1. | duben 2012    | Le Gosier, Francie                 | tvrdý     | Mischa Zverev            | 6–2, 6–2       |
| 2. | září 2012     | Orléans, Francie                   | tvrdý     | Ruben Bemelmans          | 6–4, 3–6, 6–3  |
| 3. | červenec 2013 | Eskişehir, Turecko                 | tvrdý     | Marsel İlhan             | 4–6, 7–5, 6–2  |
| 4. | červenec 2014 | Scheveningen, Nizozemsko           | antuka    | Andreas Beck             | 6–3, 6–2       |
| 5. | červenec 2014 | Poznaň, Polsko                     | antuka    | Blaž Rola                | 6–4, 6–2       |
| 6. | červenec 2014 | Tampere, Finsko                    | antuka    | Jarkko Nieminen          | 7–6(7–3), 6–3  |
| 7. | říjen 2014    | Mons, Belgie                       | tvrdý     | Steve Darcis             | 6–3, 6–3       |
| 8. | leden 2023    | Ottignies-Louvain-la-Neuve, Belgie | tvrdý (h) | Mikael Ymer              | 6–4, 6–1       |
| 9. | červen 2024   | Ilkley, Spojené království         | tráva     | Harold Mayot             | 6–4, 6–2       |

### Čtyřhra (2 tituly)
| č. | datum         | turnaj                                | povrch | spoluhráč       | soupeři ve finále            | výsledek               |
| -- | ------------- | ------------------------------------- | ------ | --------------- | ---------------------------- | ---------------------- |
| 1. | listopad 2008 | Santo Domingo, Dominikánská republika | tvrdý  | Radim Žitko     | Lado Čikladze David Klier    | 7–6(10–8), 3–6, [10–3] |
| 2. | červenec 2010 | Trevír, Německo                       | antuka | Alexandre Folie | Patrick Frandji Michael Hole | 6–0, 6–7(4–7), [10–7]  |

## Vítězství nad hráči z Top 10
| Sezóna | 2009 | 2010 | 2011 | 2012 | 2013 | 2014 | 2015 | 2016 | 2017 | 2018 | 2019 | 2020 | 2021 | Celkem |
| ------ | ---- | ---- | ---- | ---- | ---- | ---- | ---- | ---- | ---- | ---- | ---- | ---- | ---- | ------ |
| Výhry  | 0    | 0    | 0    | 0    | 0    | 1    | 0    | 3    | 7    | 3    | 1    | 1    | 1    | 17     |

| Č.   | hráč                  | ATP | turnaj                                             | povrch      | fáze          | skóre                   | Goffin |
| ---- | --------------------- | --- | -------------------------------------------------- | ----------- | ------------- | ----------------------- | ------ |
| 2014 |                       |     |                                                    |             |               |                         |        |
| 1.   | Milos Raonic          | 9.  | Swiss Indoors, Basilej, Švýcarsko                  | tvrdý (h)   | čtvrtfinále   | 6–7(3–7), 6–3, 6–4      | 28.    |
| 2016 |                       |     |                                                    |             |               |                         |        |
| 2.   | Stan Wawrinka         | 4.  | BNP Paribas Open, Indian Wells, Spojené státy      | tvrdý       | 4. kolo       | 6–3, 5–7, 7–6(7–5)      | 18.    |
| 3.   | Tomáš Berdych         | 8.  | Internazionali BNL d'Italia, Řím, Itálie           | antuka      | 3. kolo       | 6–0, 6–0                | 43.    |
| 4.   | Gaël Monfils          | 8.  | Shanghai Rolex Master, Šanghaj, ČLR                | tvrdý       | 3. kolo       | 4–6, 6–4, 6–2           | 12.    |
| 2017 |                       |     |                                                    |             |               |                         |        |
| 5.   | Dominic Thiem         | 8.  | Australian Open, Melbourne, Austrálie              | tvrdý       | 4. kolo       | 5–7, 7–6(7–4), 6–2, 6–2 | 11.    |
| 6.   | Dominic Thiem         | 9.  | Monte-Carlo Rolex Masters, Monte-Carlo, Monako     | antuka      | 3. kolo       | 7–6(7–4), 4–6, 6–3      | 13.    |
| 7.   | Novak Djoković        | 2.  | Monte-Carlo Rolex Masters, Monte-Carlo, Monako     | antuka      | čtvrtfinále   | 6–2, 3–6, 7–5           | 13.    |
| 8.   | Milos Raonic          | 6.  | Mutua Madrid Open, Madrid, Španělsko               | antuka      | 3. kolo       | 6–4, 6–2                | 10.    |
| 9.   | Rafael Nadal          | 1.  | Turnaj mistrů, Londýn, Spojené království          | tvrdý (h)   | zákl. skupina | 7–6(7–5), 6–7(4–7), 6–4 | 8.     |
| 10.  | Dominic Thiem         | 4.  | Turnaj mistrů, Londýn, Spojené království          | tvrdý (h)   | zákl. skupina | 6–4, 6–1                | 8.     |
| 11.  | Roger Federer         | 2.  | Turnaj mistrů, Londýn, Spojené království          | tvrdý (h)   | semifinále    | 2–6, 6–3, 6–4           | 8.     |
| 2018 |                       |     |                                                    |             |               |                         |        |
| 12.  | Juan Martín del Potro | 6.  | Internazionali BNL d'Italia, Řím, Itálie           | antuka      | 3. kolo       | 6–2, 4–5skreč           | 10.    |
| 13.  | Kevin Anderson        | 6.  | Western & Southern Open, Cincinnati, Spojené státy | tvrdý       | 3. kolo       | 6–2, 6–4                | 11.    |
| 14.  | Juan Martín del Potro | 3.  | Western & Southern Open, Cincinnati, Spojené státy | tvrdý       | čtvrtfinále   | 7–6(7–5), 7–6(7–4)      | 11.    |
| 2019 |                       |     |                                                    |             |               |                         |        |
| 15.  | Alexander Zverev      | 5.  | Noventi Open, Halle, Německo                       | tráva       | čtvrtfinále   | 3–6, 6–1, 7–6(7–3)      | 33.    |
| 2020 |                       |     |                                                    |             |               |                         |        |
| 16.  | Rafael Nadal          | 1.  | ATP Cup, Sydney, Austrálie                         | čtvrtfinále | tvrdý         | 6–4, 7–6(7–5)           | 11.    |
| 2021 |                       |     |                                                    |             |               |                         |        |
| 17.  | Alexander Zverev      | 6.  | Monte-Carlo Rolex Masters, Monte-Carlo, Monako     | antuka      | 3. kolo       | 6–4, 7–6(9–7)           | 15.    |

## Postavení na konečném žebříčku ATP

### Dvouhra
| Rok    | 2008 | 2009   | 2010   | 2011   | 2012  | 2013   | 2014  | 2015  | 2016  | 2017 | 2018  | 2019  | 2020  | 2021  |
| Pořadí | 711. | ▲ 309. | ▲ 229. | ▲ 174. | ▲ 46. | ▼ 113. | ▲ 22. | ▲ 16. | ▲ 11. | ▲ 7. | ▼ 22. | ▲ 11. | ▼ 15. | ▼ 39. |

### Čtyřhra
| Rok    | 2008  | 2009    | 2010   | 2011 | 2012 | 2013    | 2014    | 2015   | 2016   | 2017   | 2018   | 2019   | 2020   | 2021   |
| Pořadí | 1107. | ▼ 1525. | ▲ 632. | —    | 957. | ▼ 1282. | ▲ 1266. | ▲ 377. | ▼ 571. | ▲ 547. | ▲ 507. | ▲ 164. | ▼ 249. | ▼ 795. |